# Ивичест змиорковиден сом
Ивичестите змиорковидни сомове (Plotosus lineatus) са вид актиноптери от семейство Plotosidae.
Разпространени са в Индийския океан и западните части на Тихия океан. Смятат се за инвазивни за Европейския съюз. 
Таксонът е описан за пръв път от Карл Петер Тунберг през 1787 година.